# Anton Dorph
Anton Laurids Johannes Dorph eller Anton Dorph (født 15. februar 1831 i Horsens, død 12. januar 1914 i København) var en dansk maler og titulær professor.
Uddannelse
Anton Dorph var søn af professor Niels Vinding Dorph. Anton Dorph opgav studeringerne for at blive maler og fik 1845 plads i Kunstakademiets tegneskole og på Eckersbergs malerstue. Senere malede han et par år hos Marstrand (1849-50). Samtidig med at han vandt Akademiets sølvmedaljer, begyndte han at udstille portrætter og lidt senere også genrebilleder. Hans portræt af C.N. Rosenkilde (1856) til teatrets foyer vakte opmærksomhed lige som hans portræt i hel figur af billedhugger Otto Evens, hvilket året efter fik den Neuhausenske Præmie. Samme år begyndte den række større og mindre billeder, som oftest af sjællandsk fiskerliv, som han nu i over en menneskealder, uden at trættes i valg af motiver, har udstillet. 
Udlandsrejser
I ligeløbende linje med disse udførte han en talrig række portrætter. Kun mens han med Akademiets rejseunderstøttelse var i Italien 1859-61, malede han optrin af italiensk folkeliv. Det største og mest fremtrædende af disse billeder var Fiskere i Sorrent, Sommeraften ved Solnedgang, udstillet 1860. Det fredelige familieliv under den glødende italienske aftenhimmel var lige så karakteristisk for kunstnerens hele livsopfattelse som for det folkeliv, der skildredes deri. 
Altermalerier
Dorphs største og mest indbringende produktion var imidlertid de mange altermalerier, han udførte for kirker spredt ud over det meste af landet.
I perioden 1857-1910 udførte han mere end 80 altertavler, flere end nogen anden i danmarkshistorien og en bedrift han opnåede bl.a. ved at udføre replikker af sine kompositioner. Som en af de få i samtiden malede han talrige traditionelle emner så som Korsfæstelsen og Bønnen i Getsemane Have, men han leverede også et meget vigtigt bidrag til det sene 1800-tals udvikling af altertavler, der virkede igennem en mindre didaktisk, mere umiddelbar og indfølende relation til kirkegængeren.
Kendetegnende for disse altertavler er Dorphs interesse i Jesu samtaler med almindelige mennesker. Eksempler herop er hans interesse i motiver som Jesus og Synderinden, Jesus ved Brønden, og Jesus hos Martha og Maria,, der inviterede kirkegængeren til selv at engagere sig i og reflektere over Jesu ord og lære. 
Af hans alterbilleder har især Jesus hos Martha og Maria (1863) i Tyrstrup Kirke, et religiøst livsbillede, hvor inderlighed i følelsen mødes med maleriske minder fra Syden, vundet mange hjerter og gemmes i fotografiske gengivelser i mange hjem. Hans største religiøse maleri, med en rig og smukt følt gruppering, er Christus lader de smaa Børn komme til sig, der smykker dåbsrummet i Holmens Kirke (1877). 
En egen sydlandsk naturstemning hviler også over Vandringen til Emmaus (1878). Blandt hans figurbilleder må fremhæves det idylliske Fiskerens unge Hustru, der venter Manden hjem (1867), stukket som medlemsblad til kunstforeningen, Børn i Klitterne (1868, kongelige malerisamling), optaget blandt Billeder efter danske Malere, Hornfiskeri med Drivvaad, tidlig Morgen (1880, sammesteds) og fiskeren, der sejler, i legemsstørrelse.
Dorph ægtede i 1866 sin kusine Christine Louise Dorph og blev i 1871 medlem af Kunstakademiet. Han blev Ridder af Dannebrog 1879.

## Billeder
| - Værker af Anton Dorph - "Vandringen til Emmaus" (Lukas 24,13-35) Emmauskirken - Altertavle i Tyrstrup Kirke - Børn og deres mødre på Lundeborg strand, 1871 - Dreng med modelskibe, 1873 - "Velsignelsen" i Trinitatis Kirke i København, 1873. Foto: Ib Rasmussen - Hornfiskefangst med drivvod. Tidlig morgen, 1880, Statens Museum for Kunst. - Fiskere i en robåd på roligt vand, 1882 - Sommerlandskab med en pige, der læser, mens fårene græsser, 1898 |